# Concussão (crime)
Concussão, de acordo com o descrito no art. 316 do Código Penal brasileiro, é o ato de um servidor público exigir vantagem indevida para si ou para outrem, direta ou indiretamente, ainda que fora da função ou antes de assumi-la, mas em razão da função.
Pena – Reclusão, de 2 (dois) a 12 (doze) anos, e multa ( Lei n.º 13.964/2019, antigo PL 10.372/2018 — Pacote Anticrime —, sancionada pelo Presidente da República após aprovação no Senado Federal no dia 11 de dezembro de 2019).
Quando cometido em prejuízo do Sistema Único de Saúde - SUS, a competência para o processamento da ação penal que vise apurar responsabilidades é da justiça estadual.
Isto, pois, em que pese o SUS ser mantido pela União, e de regra entes dessa natureza possuem o foro federal como o competente para julgamento de ações em que sejam parte, no caso, ocorre a exceção, visto ser o particular, bem como a administração pública, o protegido pelo tipo, tão logo, sendo ele quem sofre a exigência (elementar do tipo: exigir).
No que tange à consumação, por tratar-se de crime formal (crime que não exige resultado naturalístico), ocorre quando o agente exige a quantia, sendo irrelevante o aceite ou o recebimento do valor.
É também crime próprio. Pode somente ser praticado por funcionário público. Para tanto, deve-se observar o art. 327 do Código Penal.
Ressalta-se o EXCESSO DE EXAÇÃO que pode ocorrer na prática deste crime. Dispõe o parágrafo primeiro do citado artigo que "se o funcionário exige tributo ou contribuição social que sabe ou deveria saber indevido, ou, quando devido, emprega na cobrança meio vexatório ou gravoso, que a lei não autoriza", a pena de reclusão aumenta para o patamar de 3 (três) a 8 (oito) anos, e multa. De acordo com o segundo parágrafo, se o funcionário desvia, em proveito próprio ou de outrem, o que recebeu indevidamente para recolher aos cofres públicos, a pena é ainda mais grave: reclusão, de dois a doze anos, e multa.
Em 26 de junho de 2013, o Senado Brasileiro aprovou o Projeto de Lei que torna a Concussão, assim como outras formas de corrupção, crime hediondo. O Projeto agora tramitará para aprovação na Câmara dos Deputados e então para a sanção presidencial. Se aprovado, o projeto fará com que a pena para este crime passe a ser de 4 (quatro) a 8 (oito) anos de reclusão (atualmente é de dois a oito anos).